# Sigmund von Uechtritz-Fuga

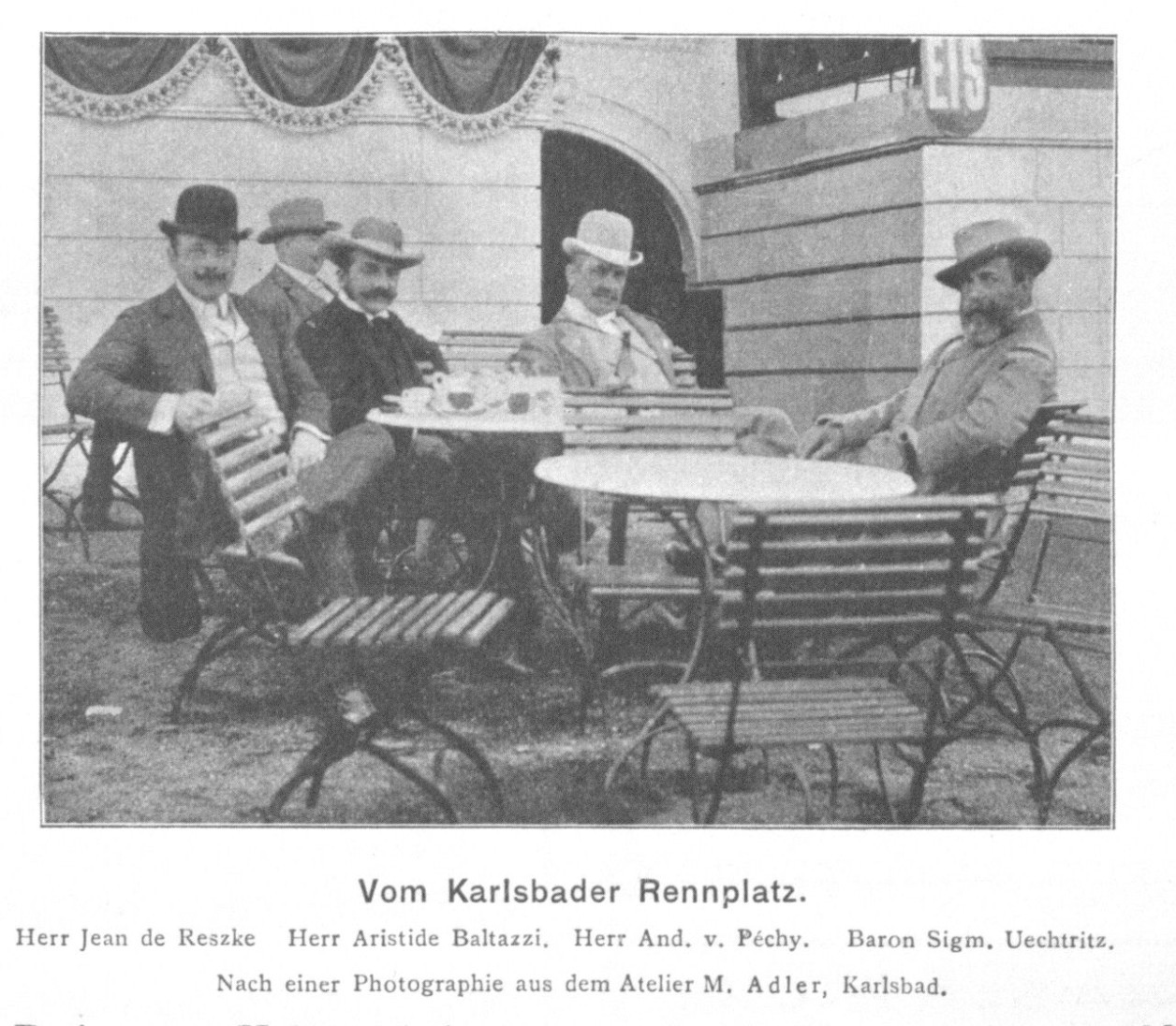
Jean de Reszke, Aristides Baltazzi, Andor von Péchy und Sigmund von Uechtritz-Fuga am Karlsbader Rennplatz im Jahre 1901.

Sigmund Freiherr von Uechtritz-Fuga (* 24. Mai 1846 in Marcaltő in Ungarn; † 16. April 1925 in Budapest) war ein ungarischer Gutsbesitzer und Politiker.

## Leben
Sigmund Freiherr von Uechtritz-Fuga studierte vom Wintersemester 1864 bis zum Sommersemester 1865 an der Universität Zürich Rechtswissenschaften. Im Oktober 1864 wurde er Mitglied der Baltica Zürich. In den folgenden Semestern setzte er sein Studium an den Universitäten von Gent, Pest und Pressburg fort.
Nach Abschluss des Studiums kehrte er auf das Familiengut in Marcaltő zurück. Hier betrieb er über mehrere Jahrzehnte bis zum Ausbruch des Ersten Weltkriegs eine der größten Vollblutzuchten Ungarns.
1878 wurde von Uechtritz-Fuga in den Ungarischen Landtag gewählt, dem er bis 1881 angehörte. 1884 wurde er zum lebenslangen Mitglied des Ungarischen Magnatenhauses ernannt.